# Joe DeLoach
Joseph Nathaniel DeLoach (n. 5 de junio de 1967 en Bay City, Texas) es un exatleta estadounidense especialista en carreras de velocidad y que fue campeón olímpico de los 200 metros en los Juegos de Seúl 1988.
Procedía de una familia de escasos recursos económicos y donde eran trece hermanos (once chicas y dos chicos). Comenzó jugando al fútbol americano, pero pronto destacó en el atletismo. Con diecisiete años fue campeón en 100 y 200 metros en los Juegos Panamericanos Junior celebrados en Nassau en 1984.
En 1985 recibió una beca para estudiar en la Universidad de Houston, la misma a la que había asistido Carl Lewis, que sería su amigo, mentor y rival. Precisamente se conocieron ese año cuando Lewis le visitó en su casa de Bay City por encargo de Tom Téllez, el responsable del equipo de atletismo de esa Universidad, para convencer a DeLoach de acudir a Houston, ya que varias universidades le pretendían.
En 1988 empezó proclamándose en Eugene campeón universitario de la NCAA en los 100 m con una marca de 10,03 segundos aunque en estos mismos campeonatos ni siquiera se clasificó para la final de los 200 m, prueba en la que sin embargo conseguiría su mayor éxito pocos meses después.
En las pruebas de clasificación para los Juegos Olímpicos de Seúl celebradas en Indianápolis, intentó clasificarse en los 100 y en los 200 m. Finalmente se clasificó en los 200 m de una forma brillante, siendo primero y batiendo al mismísimo Carl Lewis con una gran marca de 19,96. En los 100 m solo fue quinto y no se clasificó.
Ya en los Juegos Olímpicos de Seúl, Carl Lewis y él eran los máximos favoritos en la prueba de 200 m, y ambos ganaron su semifinal. En la final, Carl Lewis (por la calle 3) estuvo por delante durante la mayor parte de la carrera y parecía que el triunfo era suyo, pero DeLoach (por la calle 6) le superó en los metros finales y se impuso con un nuevo récord olímpico de 19,75, la segunda mejor marca mundial de toda la historia. Carl Lewis fue plata con 19,79 y el brasileño Robson de Silva bronce con 20,04. Esta carrera significó la única derrota de Carl Lewis en una final olímpica.
Después de los Juegos y a pesar de su juventud (veintiún años), DeLoach no volvería a rendir a gran nivel y ni siquiera volvería a participar en una gran competición. Tras hacer en 1989 un marca de 20,13 segundos, la quinta del mundo ese año, prácticamente desapareció de la élite mundial. No consiguió clasificarse para los Juegos Olímpicos de Barcelona 1992 y poco después se retiró del atletismo.
Actualmente vive en Sugard Land, Texas, con su esposa y sus tres hijos: Joseph, Joshua y Micah.

## Mejores marcas
- 100 metros - 10,03 (Eugene, 4 de junio de 1988)
- 200 metros - 19,75 (Seúl, 28 de septiembre de 1988)